# Водоходи
Водоходи (чеш. Vodochody) је насељено мјесто са административним статусом сеоске општине (чеш. obec) у округу Праг-исток, у Средњочешком крају, Чешка Република.

## Географија
Насеље се налази око 20 км сјеверно од центра Прага. У Водоходима постоји мали аеродром и фирма која производи летилице.

## Становништво
Према подацима о броју становника из 2014. године насеље је имало 529 становника.

## Галерија
- Аутобуска станица
- Фабрика Aero Vodochody и аеродром